# ビーグルクルー
ビーグルクルーは、日本の音楽ユニット。2005年2月にボーカルグループとして結成し、福岡県で路上ライブを中心とした活動を行う中、2009年4月にユニバーサルミュージックよりシングル「we are Runner」でメジャーデビュー。
2021年4月よりYASSのソロユニットとして、全国にライブ活動を展開。

## メンバー
YASS（ヤス、4月19日生 - ）本名、山下 泰史（やました やすふみ）
- ボーカル、全ての作詞、作曲を担当。音楽プロデューサー
- 血液型：A型　身長：181cm 福岡県福岡市博多区出身。
- 板付小学校 板付中学校出身
- 音楽プロデューサーとして、メジャーアーティスト等への楽曲、詞提供や、背景音楽製作等も行っている。
- 音楽製作、プロデュース会社、ARX inc. の代表取締役社長も務める。
- ライブBAR「MUSIC & BAR CREWSE」を経営するオーナー。
- 4児の子をもつ既婚者。
- 野球好き、ゴルフ好き、犬好きである。ビーグル犬を飼っていた。現在はトイプードル2匹を飼っている。
- 2023年、福岡市議会議員選挙博多選挙区に無所属、無推薦に出馬し、落選。
- FM FUKUOKAにてレギュラー番組「ビーグルクルー RADIO CREWSER」のDJ
- 愛車 アルファード、ランドクルーザー

### 旧メンバー
NARI
- 2020年をもって脱退。

JOY
- 2014年をもって脱退。

## ディスコグラフィ

### CDシングル
| --  | リリース日    | アルバムタイトル | レーベル                 | カップリング曲                     | 詳細                     |
| --- | ------------- | ---------------- | ------------------------ | ---------------------------------- | ------------------------ |
| 1st | 2009年4月1日  | we are Runner    | ユニバーサルJ            | ときめきよ永遠に〜ずっと忘れない〜 | メジャーデビューシングル |
| 2nd | 2009年8月12日 | TOGETHER         | ユニバーサルJ            | 扉をひらいて                       |                          |
| 3rd | 2012年6月6日  | Try again        | avax                     | 小さなヒーロー                     |                          |
| 4th | 2012年7月4日  | いつも笑顔で。   | 日本コロムビア           | So-ra                              |                          |
| 5th | 2013年3月20日 | 約束             | ANIMAL MUSIC JAPAN       | 桜が咲く頃に                       |                          |
| 6th | 2014年7月16日 | STANDUP          | ANIMAL MUSIC JAPAN.      | 直径12センチの円盤に               |                          |
| 7th | 2014年9月24日 | My HERO          | ANIMAL MUSIC JAPAN       | Treasure／優しい場所               |                          |
| 8th | 2015年6月13日 | 未完成           | ANIMAL MUSIC JAPAN       | 幸せにしたいから/10年後            |                          |
| 9th | 2018年5月16日 | My BROTHER       | ユニバーサルミュージック | ぼくはきみのパパ                   |                          |

#### CDアルバム
| --        | リリース日     | アルバムタイトル             | レーベル                 | 収録曲数   |
| --------- | -------------- | ---------------------------- | ------------------------ | ---------- |
| 1st       | 2006年11月18日 | Crewsing                     | 自主製作                 | 全7曲収録  |
| 2nd       | 2007年5月25日  | Street Box                   | MTM MUSIC                | 全9曲収録  |
| 3rd       | 2008年3月5日   | STREET STYLE                 | DACOTA                   | 全12曲収録 |
| 4th       | 2010年7月13日  | Crewsing2                    | 自主製作                 | 全11曲収録 |
| カバー    | 2011年11月9日  | ハッピーウェディングソングス | フジパシフィック音楽出版 | 全10曲収録 |
| ベスト盤  | 2013年11月13日 | Crewsing BEST                | 日本コロムビア           | 全16曲収録 |
| 5th       | 2016年7月13日  | Crewsing3                    | ANIMAL MUSIC JAPAN       | 全13曲収録 |
| 6th       | 2017年6月14日  | BeagLand                     | ANIMAL MUSIC JAPAN       | 全10曲収録 |
| 7th       | 2019年5月22日  | Crewsing X                   | ユニバーサルミュージック | 全10曲収録 |
| ベスト盤2 | 2020年6月10日  | CREWSING BASEBALL BEST       | ユニバーサルミュージック | 全16曲収録 |
| 8th       | 2021年12月22日 | Private Box                  | ユニバーサルミュージック | 全13曲収録 |
| 9th       | 2023年1月25日  | Private Box 2                | ユニバーサルミュージック | 全11曲収録 |
| ベスト盤3 | 2024月6月6日   | YELL SONG SUPER BEST         | ユニバーサルミュージック | 全16曲収録 |

### 配信限定シングル
| 発売日         | タイトル                          |
| -------------- | --------------------------------- |
| 2014年9月24日  | My HERO (New ver.)                |
| 2016年5月18日  | The ONE                           |
| 2016年5月18日  | 熱男〜too Match〜                 |
| 2017年4月26日  | 桜〜この街の襷〜                  |
| 2021年6月30日  | あの頃なかった世界へ feat SPENCER |
| 2021年8月18日  | ONE TEAM                          |
| 2021年9月22日  | 栄光の未来へ                      |
| 2021年12月22日 | ときめきよ永遠に (solo ver.)      |
| 2022年4月27日  | あの最高峰へ                      |
| 2022年11月22日 | 雑餉隈                            |
| 2022年12月1日  | 俺たちのオールスター              |
| 2023年3月29日  | 闘いの場所で                      |

### 配信シングル (YouTube MV公開シングル)
| --   | リリース日     | タイトル                           | MV出演者                          |
| ---- | -------------- | ---------------------------------- | --------------------------------- |
| 1st  | 2021年6月30日  | あの頃なかった世界へ feat. SPENCER | ----                              |
| 2nd  | 2021年7月7日   | My HERO -New ver.-                 | 中田翔 森日菜美                   |
| 3rd  | 2021年8月18日  | ONE TEAM                           | 高木悠未 金子みゆ                 |
| 4th  | 2021年9月22日  | 栄光の未来へ                       | SPENCER／湯村健太朗               |
| 5th  | 2022年4月27日  | あの最高峰へ                       | 亀田史郎                          |
| 6th  | 2022年5月10日  | ときめきよ永遠に                   | 斉藤和巳 川崎宗則 摂津正 森福允彦 |
| 7th  | 2022年6月10日  | My HERO (〜SHOW TIME〜)            | 中田翔 森日菜美                   |
| 8th  | 2022年11月22日 | 雑餉隈                             |                                   |
| 9th  | 2022年12月1日  | 俺たちのオールスター               |                                   |
| 10th | 2023年3月29日  | 闘いの場所で                       |                                   |

## エピソード
- YASSは武田鉄矢と同じ板付小学校に通う。福岡市博多区で音楽を始める。
- 結成してから路上ライブを重ねたインディーズ時代、Zepp Fukuokaにて、インディーズとして年間3度の単独ライブを行う。
- 結成初期からメジャーデビューの頃は特に福岡ソフトバンクホークスの選手や球団関係者との交流が深く。毎年球団の納会にもライブ参加していた。

多くの選手とプライベートでも親交があり、選手にもファンが多く特に斉藤和巳とは、YASS自身が兄貴のように慕っている事もあり斉藤和巳が自身のブログに彼らを紹介して以降知名度が拡がり、福岡ソフトバンクホークスとの交流が増えた事等から、YASSは「斉藤和巳投手のおかげで今がある」と断言している。
- 2009年4月1日にメジャーデビュー後、日本テレビ『誰も知らない泣ける歌』に出演し、王貞治に捧げた歌「ときめきよ永遠に」をライブパフォーマンスするほか、ヤフオクドームで試合前セレモニーに２度出演するなどして更にファン層を拡大し、自身4度目のZepp Fukuokaでは、自主興行でワンマンライブを行い、2000人近くのを動員を記録。
- 2011年には福岡ソフトバンクホークス公式背番号オーナー権の入団モデルとして、博多華丸に続き2代目に就任など、福岡在住ではの代表的アーティストになる頃に東京に上京し拠点を移す。

上京度リリースしたカバーアルバム「ハッピーウェディングソングス！」が、iTunesJ-POPチャート1位を記録や、初の東京でのワンマンライブをShibuya eggmanにて開催し満員ソールドアウトし話題に。
- 2013年9月28日に福岡ヤフオクドームにて開催された恩師である「斉藤和巳感謝のセレモニー」に出演。3万8千人以上の観客を前に、斉藤和巳の為に書き下ろした楽曲「道 ~Route66~」を披露。地上波やBS、CSで生中継もされた。

- 2014年3月23日にキャナルシティ劇場にて開催された「ビーグルクルーLIVE2014 〜FINAL CREWSING〜」にて、観客動員1200人以上を記録し、このライブを最後にJOYが脱退。
- 2014年9月にリリースした「My HERO」がオリコンウィークリーチャート12位を記録。
- 2013年11月那珂小学校の90周年記念式典にて90周年記念公演にライブ出演
- 2014年11月15日、YASSの母校である板付小学校の140周年記念式典にて記念公演を行った。
- 2016年11月1、YASSの母校である板付中学校の30周年記念式典にて記念公演を行った。
- 2018年5月に再びユニバーサルミュージックと契約しメジャー復帰を果たす。
- 2019年7月29日、再びZepp Fukuokaのライブを目指しクラウドファンディングにて200万円の目標を達成、ツアーファイナルを敢行。平日にもかかわらず1000人以上を動員。
- 北海道日本ハムファイターズ試合前セレモニーにて過去４度札幌ドームでライブパフォーマンスを行い、特に2021年4月23日、北海道日本ハムファイターズvsオリックス・バファローズの中田翔バースデーセレモニーにて、札幌ドームでライブパフォーマンスでは、My HEROやアカペラを披露が生中継された。
- 2021年6月よりシングル4ヶ月連続リリース
- 「高校球児の夢応援プロジェクト」を立ち上げクラウドファンディング。全国の合計20以上の高校やチームへ無料のライブCD配布を展開。松商学園のブラスバンド部とのコラボなど行った。
- 2022年4月29日、メルパルクホール大阪で2022年8月にはエディオンアリーナ大阪の「3150FIGHT」にてHIROKINGこと福重浩輝の入場曲「あの最高峰へ」を生で披露した。なお、MVにはHIROKINGに加え、師匠である亀田史郎も特別出演している。
- 2022年5月20日、王貞治に捧げた歌「ときめきよ永遠に」を再リリースし、製作したMVには、プライベートからの付き合いもあるホークスレジェンド斉藤和巳、川﨑宗則、摂津正、森福允彦 が友情出演した。
- YouTubeチャンネル街録chに出演。「街録 #514 取材日 2021年11月23日」
- 紅白歌合戦出場歌手グループ純烈のコンサートの別府公演、日向公演を共演。
- 2022年11月「子どもたちの夢応援プロジェクト」を立ち上げ、地元、雑餉隈のさざんぴあ博多にて斉藤和巳と森福允彦を招き、ライブ&トークショー、そして子どもたちへサイン会を行い、会場は満席となり大盛況となった。
- 2022年12月 YASSの地元板付中学校にて、読売ジャイアンツの中田翔を招き野球教室を開催。
- 地元福岡で開催された純烈のコンサートの福岡公演にて共演。

## プロ野球選手登場曲/関連楽曲一覧
| 曲名              | 選手                                       | 備考                         |
| ----------------- | ------------------------------------------ | ---------------------------- |
| ときめきよ永遠に  | 『王貞治』福岡ソフトバンクホークス         | 監督勇退オリジナル書き下ろし |
| ときめきよ永遠に  | 『笠原大芽』福岡ソフトバンクホークス       |                              |
| we are Runner     | 『斉藤和巳』福岡ソフトバンクホークス       | メジャーデビュー曲           |
| 道〜Route66〜     | 『斉藤和巳』福岡ソフトバンクホークス       | オリジナル書き下ろし楽曲     |
| My HERO           | 『中田翔』東京読売ジャイアンツ             | オリジナル書き下ろし登場曲   |
| My HERO           | 『杉谷拳士』北海道日本ハムファイターズ     | 2022/5/28 巨人戦一打席のみ   |
| Try again         | 『森福允彦』東京読売ジャイアンツ           |                              |
| Try again         | 『澤村拓一』東京読売ジャイアンツ           |                              |
| Try again         | 『中村奨成』広島東洋カープ                 |                              |
| Try again         | 『仲田慶介』福岡ソフトバンクホークス       |                              |
| Try again         | 『山城航太郎』北海道日本ハムファイターズ   |                              |
| The ONE           | 『涌井秀章』千葉ロッテマリーンズ           | オリジナル書き下ろし登場曲   |
| 熱男〜too Match〜 | 『松田宣浩』福岡ソフトバンクホークス       | オリジナル書き下ろし登場曲   |
| My Place          | 『牧原大成』福岡ソフトバンクホークス       | オリジナル書き下ろし登場曲   |
| 優しい場所        | 『本多雄一』福岡ソフトバンクホークス       | オリジナル書き下ろし楽曲     |
| いつも笑顔で。    | 『武田翔太』福岡ソフトバンクホークス       |                              |
| 少年代表          | 『角中勝也』千葉ロッテマリーンズ           |                              |
| STANDUP           | 『森福允彦』福岡ソフトバンクホークス       |                              |
| STANDUP           | 『涌井秀章』千葉ロッテマリーンズ           |                              |
| 小さなヒーロー    | 『森福允彦』福岡ソフトバンクホークス       |                              |
| 小さなヒーロー    | 『谷元圭介』北海道日本ハムファイターズ     |                              |
| 小さなヒーロー    | 『八百板卓丸』東北楽天ゴールデンイーグルス |                              |
| 小さなヒーロー    | 『加賀繁』横浜DeNAベイスターズ             |                              |
| You&me            | 『角中勝也』千葉ロッテマリーンズ           |                              |
| You&me            | 『白根尚貴』横浜DeNAベイスターズ           |                              |
| Let's GO!!        | 『柴原洋』福岡ソフトバンクホークス         |                              |
| Break Out!        | 『篠原貴行』横浜DeNAベイスターズ           |                              |
| ハピネス          | 『神内靖』福岡ソフトバンクホークス         |                              |
| うたをうたって    | 『水田章雄』福岡ソフトバンクホークス       |                              |
| My BROTHER        | 『中田翔』北海道日本ハムファイターズ       | オリジナル書き下ろし登場曲   |
| なんとかなるやろ  | 『西川龍馬』オリックスバファローズ         |                              |
| 闘いの場所で      | 『野村勇』福岡ソフトバンクホークス         | オリジナル書き下ろし登場曲   |
| 光射す世界で      | 『仲田慶介』福岡ソフトバンクホークス       | オリジナル書き下ろし登場曲   |

## 競走馬 有馬記念  登場曲
| 曲名    | 競走馬         | 備考               |
| ------- | -------------- | ------------------ |
| My HERO | ゴールドシップ | 引退セレモニーにて |

## プロボクサー、K-1選手登場曲/関連楽曲一覧
| 曲名         | 選手                                 | 備考                       |
| ------------ | ------------------------------------ | -------------------------- |
| 栄光の未来へ | 冨澤大智 (RIZIN)(ブレイキングダウン) |                            |
| あの最高峰へ | 福重浩輝 (3150ファイトクラブ)        | オリジナル書き下ろし登場曲 |
| My HERO      | 磯金 龍 (PXB ボクシング)             |                            |

## プロゴルファー KBCオーガスタ登場曲
| 曲名           | 選手     | 備考 |
| -------------- | -------- | ---- |
| 小さなヒーロー | 今平周吾 |      |
| My HERO        | 秋吉翔太 |      |

## 高校野球、甲子園演奏楽曲一覧
| 曲名    | 高校               | 選手                               |
| ------- | ------------------ | ---------------------------------- |
| My HERO | 東邦高等学校       | 小西慶治(現在：信濃グランセローズ) |
| My HERO | 中京大中京高等学校 | 鵜飼航丞(現在：中日ドラゴンズ)     |
| My HERO | 大牟田高校         |                                    |
| My HERO | 松商学園高等学校   | 2021年 斎藤優也                    |
| My HERO | 神村学園高等学校   | 2023年                             |

## タイアップ
- 「ときめきよ永遠に」
  - 九州朝日放送「HAWKS2008〜ありがとう、王監督。14年間のホークス物語〜」メインテーマソング（2008年12月）

- 「we are Runner」
  - 九州朝日放送「ドォーモ（Duòmo）」エンディングテーマ（2009年4月）

- 「TOGETHER」
  - 映画「TOGETHER」主題歌 主演：加藤夏希（2009年9月）

- 「ときめきよ永遠に」
  - 九州朝日放送「HAWKS2009〜舞い降りた鷹がくれた感動〜」初回限定版スペシャル映像 テーマソング（2009年12月）

- 「So-ra」
  - ベスト電器「ソララベスト」イメージソング。 九州・沖縄地方CM曲、ベスト電器全店舗店内放送曲。（2011年4月 - ）

- 「SWING」
  - 九州朝日放送 番組「月刊！ホークス」2010年度、2011年度 オリジナルテーマソング（2010年 - 2012年）
  - 九州朝日放送 DVD「HAWKS2010  〜福岡ソフトバンクホークス 激闘の軌跡〜」メインテーマソング（2010年12月）
  - 九州朝日放送 DVD「HAWKS2011  〜福岡ソフトバンクホークス V2の軌跡〜」メインテーマソング（2011年12月）
  - 九州朝日放送 DVD「HAWKS2012  〜日本一！鷹戦士激闘の軌跡〜」メインテーマソング（2012年12月）

- 「Try again」
  - TVQ九州放送「チラチラパンチ」エンディングテーマソング（2012年1月 - ）

- 「小さなヒーロー」
  - 日テレプラスプロ野球中継オープニングテーマソング（2012年3月 - ）

- 「いつも笑顔で。」
  - さくらんぼテレビSAYイメージソング（2012年4月〜）
  - TVQ九州放送「チラチラパンチ」エンディングテーマソング（2013年1月 - ）

- 「道~Route66~」
  - 九州朝日放送「鷹のエース斉藤和巳 投魂の道ROUTE66」メインテーマソング（2013年11月）

- 「STANDUP」
  - テレビ西日本「DO！すぽ」メインテーマソング（2014年4月）

- 「熱男~too Match~」
  - ピザクック CM曲（2016年5月）

- 「ぼくのハート」
  - TOKYO MX 「パリーグ応援宣言！ホークス野球中継2017」テーマソング　（2017年6月）

- 「100円セットのバラード」
  - ピザクック CM曲（2018年12月）

- 「PADDLE」
  - J WAVE CM曲（2019年6月）

- 「なんとかなるやろ」
  - 北海道日本ハムファイターズ勝利時テーマソング（2020年）
  - KBCラジオ「ブルーリバー青木　談笑」エンディング曲（2023年6月 - ）

- 「ONE TEAM」
  - 全国高等学校中学校ゴルフ選手権大会テーマソング（2021年、2022年）

- 「ロボンの夢」
  - 田村淳アーシーch エンディング曲（2022年）

## ミュージックビデオ
| 公開日     | 曲名                                      | 備考           |
| ---------- | ----------------------------------------- | -------------- |
| 2014/09/20 | My HERO                                   |                |
| 2017/08/05 | クレヨン                                  | リリックビデオ |
| 2017/07/28 | 吾輩は犬である。                          | リリックビデオ |
| 2017/02/04 | 愛してるよ                                |                |
| 2017/04/13 | 桜〜この街の襷〜                          |                |
| 2018/05/01 | My BROTHER                                |                |
| 2018/06/17 | ぼくはきみのパパ                          |                |
| 2019/09/22 | PADDLE                                    |                |
| 2019/10/08 | FUKUOKA CITY feat KMC & 中垣悟 from FREAK |                |
| 2019/11/12 | ぼくのハート                              | リリックビデオ |
| 2019/11/14 | STARMEMBER                                | リリックビデオ |
| 2019/11/24 | なんとかなるやろ                          | リリックビデオ |
| 2020/03/10 | ウェディングドレス                        | リリックビデオ |
| 2020/06/10 | チームメイト                              |                |
| 2021/06/29 | あの頃なかった世界へ feat.SPENCER         |                |
| 2021/07/06 | My HERO 2021New ver                       |                |
| 2021/08/18 | ONE TEAM                                  |                |
| 2021/09/24 | 栄光の未来へ                              |                |
| 2022/04/27 | あの最高峰へ                              |                |
| 2022/05/20 | ときめきよ永遠に                          |                |
| 2022/06/10 | My HERO〜SHOW TIME〜                      |                |
|            |                                           |                |